# Bernd Stegemann (Historiker)
Bernd Stegemann (* 10. September 1938 in Berlin; † 2014) war ein deutscher Militär- und Marinehistoriker.

## Leben
Stegemann wurde 1968 an der Freien Universität Berlin promoviert (Die deutsche Marinepolitik 1916 bis 1918). Die Dissertation wurde von Walter Bußmann betreut. Er war wissenschaftlicher Oberrat am Militärgeschichtlichen Forschungsamt in Freiburg im Breisgau.
Stegemann befasste sich besonders mit deutscher Militär- und Marinegeschichte im Ersten und Zweiten Weltkrieg. Er war Mitautor von Band 2 und 3 von Das Deutsche Reich und der Zweite Weltkrieg des Militärgeschichtlichen Forschungsamts.

## Schriften

### Bücher
- Die deutsche Marinepolitik 1916 bis 1918 (= Historische Forschungen, Heft 4), Duncker und Humblot, Berlin 1970.
- mit Klaus A. Maier, Horst Rohde, Hans Umbreit: Die Errichtung der Hegemonie auf dem europäischen Kontinent (= Das Deutsche Reich und der Zweite Weltkrieg, Band 2), Deutsche Verlags-Anstalt, Stuttgart 1979 (Nachdruck 1991), ISBN 978-3-421-01935-6.
- mit Gerhard Schreiber, Detlef Vogel: Der Mittelmeerraum und Südosteuropa – Von der »non belligeranza« Italiens bis zum Kriegseintritt der Vereinigten Staaten (= Das Deutsche Reich und der Zweite Weltkrieg, Band 3), Deutsche Verlags-Anstalt, Stuttgart 1984 (Nachdrucke 1994 und 1996), ISBN 978-3-421-06097-6.

### Aufsätze
- Zur Problematik des uneingeschränkten U-Boot-Krieges 1917. In: Marine-Rundschau, Band 65, 1968, Heft 3, S. 157–166.
- Der U-Boot-Krieg im Jahre 1918. In: Marine-Rundschau, Band 65, 1968, Heft 5, S. 333–345.
- Hitlers Ziele im ersten Kriegsjahr 1939/40. Ein Beitrag zur Quellenkritik. In: Militärgeschichtliche Mitteilungen (MGM), Band 27, 1980, S. 93.